# 锡金邦
锡金邦（锡金语：འབྲས་ལྗོངས།，威利：Bras Ljongs，意为“米之谷”，拉丁字母转写：Sikkim）是印度的一个内陆邦。锡金位于喜马拉雅山脉南麓，北面与中国接壤，东面与不丹接壤，西面是尼泊尔，南面则与西孟加拉邦相邻。面積約7000平方公里，其人口約60萬。
锡金曾长期是一个世袭君主国——锡金王国，附属于英属印度。1975年4月14日，印度任命的锡金首相举行是否保留君主制的公民投票，依据投票结果废除君主制。同年5月16日即加入印度，成為印度的第22个邦——锡金邦。第12代却嘉（国王）佩登东杜南嘉流亡美国，宣称不承认印度对锡金的统治。2003年，印度承认西藏自治区主权属中华人民共和国，换取中华人民共和国承认印度对锡金拥有主权。此後锡金却嘉不被任何国家政府承认。

## 历史
锡金流传很多神话，但世袭君主国成立前的历史记载不多。之前锡金是雷布查族的居住地，他们多生活在喜马拉雅山的南面山坡地带。
早期西藏人移民称之为登疆，意为稻米之谷，中国清朝根据锡金语音译称为“哲孟雄”。尼泊尔人移居于此称之为“新地方”，锡金之名就来源于尼泊尔裔的林布族语言，意为“新宫殿”。

### 7世纪
公元7世纪，哲孟雄是吐蕃帝国的一部分。

### 9世纪
9世纪时，哲孟雄成为独立的部落，但其境内的寺院仍隶属于西藏各大寺。在莲花生大师的有关的传说中，将有一位来自东方的、名叫“彭措”的人统治该地。

### 甘丹颇章附庸的錫金
1642年，菩提亚族的蓬楚格·纳穆加尔建立了纳穆加尔王朝，自称法王，锡金成为世袭君主国。蓬楚格·纳穆加尔是来自西藏康巴地区的菩提亚人贵族，降服了锡金土著雷布查人势力。并向拉萨的甘丹頗章政權进贡。
《清史稿》记载“哲孟雄部，位於西藏西南，為唐古特屏籓。自五世達賴以來，因其崇信黃教，歸達賴喇嘛管轄。”

### 与尼泊尔和不丹的战争
1788年尼锡战争爆发，尼泊尔的廓尔喀军队入侵锡金，攻占锡金当时的首都拉达孜，锡金国王越境逃亡到西藏，在热日宗的春丕谷避难，廓尔喀军队继续向西藏推进，一度占领整个后藏并洗劫班禅喇嘛的驻锡地扎什伦布寺，结果达赖与班禅向中央政府请求援军。乾隆皇帝先后两次用兵，最后由福康安和海兰察统率清军于1791年将廓尔喀人全部逐出西藏，并越境追击至尼泊尔首都加德满都城郊。廓尔喀军队在挫败清军前锋获得小胜后请降，从此成为中国的藩属，这也是乾隆“十全武功”的最后一戰。
清军击退尼泊尔后锡金本欲收复其失土，但这时尼锡战争中假意援助锡金的不丹军队突然攻击锡金，导致本来就已经被廓尔喀人打得溃不成军的锡金腹背受敌，结果锡金在提斯塔河谷地以西的大片领土仍然沦于尼泊尔之手，而提斯塔河谷地以东的领土则被不丹占领，锡金只保有提斯塔河上游的领土，比现在的锡金邦大不了多少的区域。

### 英國入侵锡金
1814年，英国东印度公司开始入侵锡金。
1835年，英國人割據大吉嶺和蘭吉德河以南的地區。
1861年2月英國入侵錫金，占领錫金首都杜姆隆格，錫金国王在3月28日和英屬印度签订了《杜姆隆格條約》，錫金事實上成為英國的保護國。
1888年，英國出兵驅逐佔領爭議領土隆吐山的藏軍，並攻佔亞東等要隘。清廷派駐藏幫辦大臣升泰前去議和。
1889-1908年，英屬印度政府委派約翰·克勞德·懷特爲駐錫金政務官，懷特於錫金進行地理勘察，並引進大量尼泊爾農民開墾荒地。
1890年3月17日，升泰與英國駐印度總督蘭斯頓侯爵在加爾各答簽訂了《中英藏印條約》，共八款。主要內容為：清政府承認錫金歸英國保護；劃定中国西藏和錫金的邊界；游牧、通商等問題，留待日後再議。1893年12月5日又簽訂了《中英藏印續約》，解決游牧、通商等問題。

### 英國還政於錫金

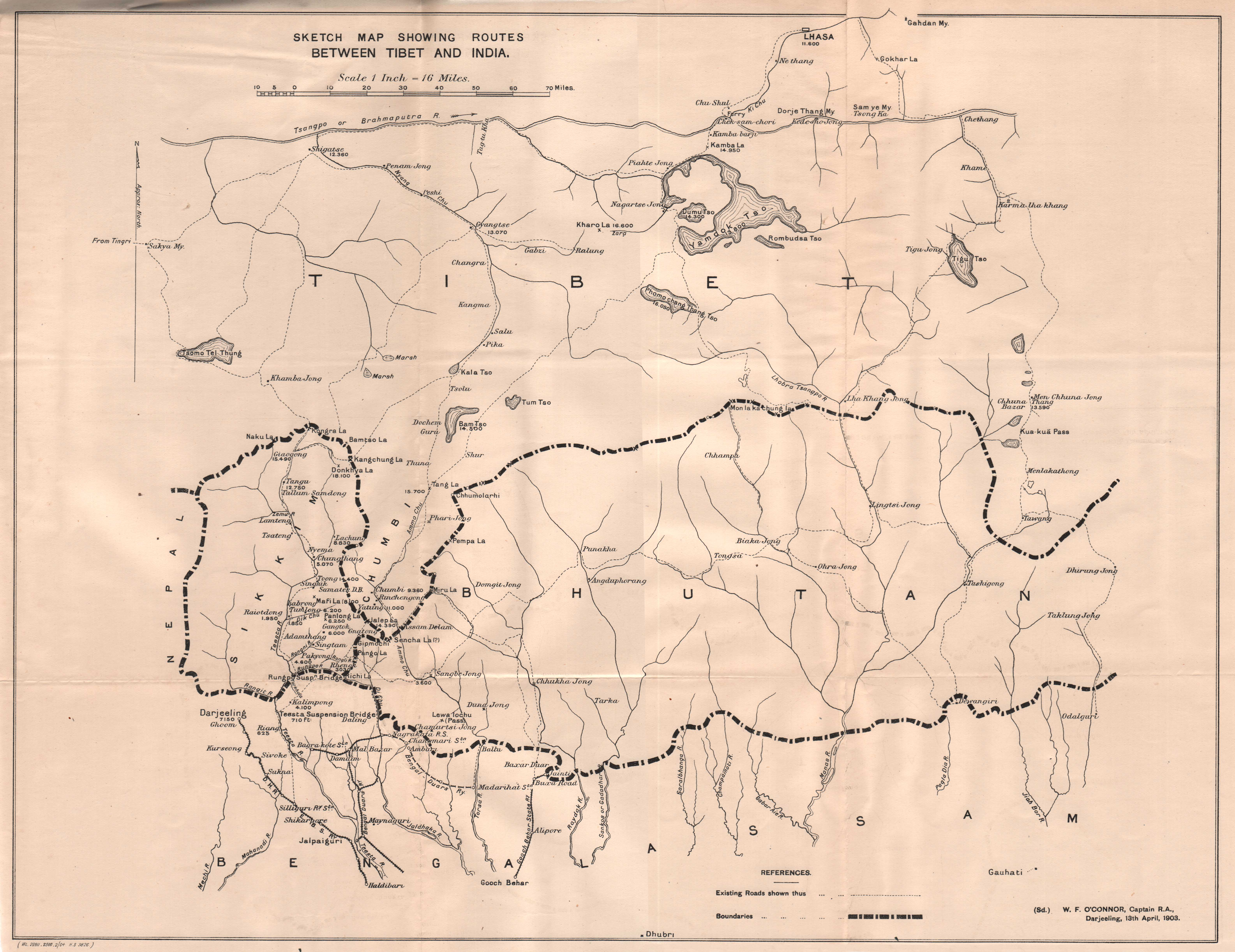
1903年藏印边界地图，锡金在左侧

1918年，英國殖民者把政權交還給塔希·納姆伽爾國王。塔希國王實行許多經濟和社會改革，廢除各種無償勞役，徹底檢查稅收制度，廢除地主的行政和司法職能，開始進行土地改革。
1922年后，锡金却嘉参加英属印度王公院，并被英属印度总督列为土邦之一。

### 作为印度保护国
1947年，印度与锡金签订《维持现状协定》，继续往锡金派驻专员。受印度扶持的锡金国家大会党发起不合作运动，要求国王进行改革。同年5月9日，国家大会党政府正式成立，但遭锡金王族强烈反对而取消，以尼泊尔移民后裔為主的群众运动也日渐兴起。
1949年6月初，印度以「防止动乱和流血」为藉口，派軍隊駐防锡金，強行接管了成立不到一个月的新政府，并委任印度人拉尔为锡金首相。
1950年12月签订《印度锡金和平条约》，规定锡金为印度的「保护国」，印度控制锡金的国防、外交、经济等大权。
1963年，帕爾登國王即位，推翻前任的親印政策。帕爾登支持擁護王室、反印的錫金國民黨，印度則支持反對王室、親印的錫金國民會議。
1967年中印边境冲突，双方均宣称胜利。
1968年8月，甘托克爆发反印示威，要求废除《印度锡金和平条约》。
1973年4月，錫金國民黨在國王支持下贏得選舉，錫金國民會議發起示威，國王動用武力鎮壓示威群眾，反而使事態更加混亂，國王請求印度保護。随后三方达成政治改革协议，取消了君主的权力，锡金国民会议在次年的选举中获胜。
1974年6月20日，锡金王國议会通过了由印度拟定的锡金宪法，规定印度政府派驻的首席行政官为政府首脑和议会议长。同年9月印度议会提议锡金为印度的“副邦”，在印度两院各为锡金设一个议席。

### 被印度吞并
1975年，宮廷衛隊對要求國王退位的示威群眾開槍，國家再度陷入混亂，錫金首相要求印度军队派兵，印軍解散錫金國王的宮廷衛隊，软禁了锡金国王。4月10日，由錫金議會通過決議廢黜国王，把錫金變為印度的一個邦。4月14日，錫金举行全民投票，决定是否保留君主制，印度政府称投票结果显示大部分錫金人同意并入印度。印度议会通过第35、36号《印度宪法修正案》，5月16日正式将锡金作为一个邦并入印度。

## 地理
锡金邦位于喜马拉雅山脉東段南坡。东面与不丹毗邻。西面与尼泊尔接壤。北面与中國西藏自治区交界。南面与西孟加拉邦邻接。

### 地形

锡金邦地形，北部为喜马拉雅山脉

锡金境内多山，平坦地区很少。土地几乎都在海拔1500米以上，各地海拔差异大。全境西、北、東三面被高山圍繞，如馬蹄形。東部是棟基亞山脈，西部以辛加利山脈與尼泊爾為界，辛加利山脈上有世界第三高峰干城章嘉峰，海拔8586公尺，位於尼泊爾和印度的邊界上。
全境属提斯塔河流域，该河被视为锡金的「母亲河」。

### 气候
因各地海拔差异大，气候差异亦大。全境除北部边境地区外降水充沛，属亚热带山地季风气候，年降水量3000-4000毫米。
通常每年10月到次年2月屬於晴朗天氣，而3月會開始出現雷暴雨迹象，到了6月至9月則由于西南季候風的存在而多轉變為雨季。

## 人口
錫金邦人口主要分佈于中部、西部及南部地区。
| 年代   | 人口       |
| ------ | ---------- |
| 1981年 | 31萬5692人 |
| 1997年 | 50萬人     |
| 2001年 | 54萬0493人 |
| 2005年 | 59萬4056人 |

### 民族
錫金的民族主要包括尼泊尔人（占人口75％）以及其他說藏語方言的少数民族，如：菩提亚人（Bhutias，又稱錫金族）、雷布查人、夏尔巴人等等。
雷布查人是錫金最早的居民，屬原蒙古人種。在8世紀前，他們就生活在喜馬拉雅山的南面山坡地帶。

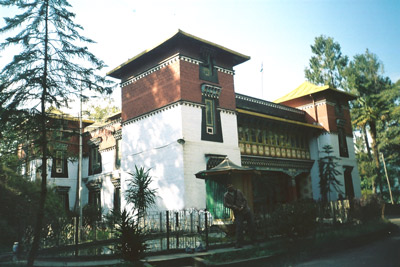
該藏學博物館陳列着雷布查人的絲巾、面具與佛像

菩提亚人最初居住於西藏东部康区一带，因在17世紀建立了錫金歷史上的首個王國而成為當地的早期統治者。
而尼泊尔人移民則是在19世紀錫金成为英國殖民地時，因為開發需要才被英國殖民政府大量引入到锡金南部。

### 语言
锡金有十一种官方语言：錫金語、尼泊尔语、不丹语、雷布查语、林布语、尼瓦尔语、拉伊语、古隆语、苏努瓦尔语、塔芒语、雪巴语。英语是文书用语。

### 宗教
根据2011年的人口普查，錫金57.8%的人信奉印度教，27.4%的人口信仰佛教，9.9%的人信仰基督教。錫金境內有75座佛寺，歷史最悠久的可以追溯到1700年代。
錫金土著雷布查人大多數信奉藏传佛教中的红教，而尼泊尔人則大部份信奉印度教。另外，雷布查人當中小部分信奉基督教。

## 经济
2019年，錫金邦的人均GDP在印度所有的邦裡面排名第五。锡金邦是印度东北部诸邦中发展程度领先的地区。
錫金經濟以農業為主，90%人口從事農業，而政府財政收入大部分來自森林資源和運輸業。旅遊業也很重要。矿物资源主要有：铜、褐煤、铀、黄铁、石墨和石灰石等，其中铜和褐煤蕴藏量丰富。森林面积占该邦土地总面积36％。林区内野生动植物种类繁多，盛产名贵药材，如：麝香、鹿茸、天麻和贝母等。
貿易對象主要是印度各邦，產品一般為木材、草藥、銅、石墨和水果罐頭。

### 主要經濟走向
下表是表示锡金邦邦內生產總值由印度統計和計畫部門所公佈的資料，單位為百萬印度盧比
| 年份 | 锡金邦邦內生產總值 |
| ---- | ------------------ |
| 1980 | 520                |
| 1985 | 1,220              |
| 1990 | 2,340              |
| 1995 | 5,200              |
| 2000 | 9,710              |
| 2003 | 23,786             |

### 农业
錫金經濟以農業為主，生产稻谷、玉米、青稞、姜、马铃薯、小豆蔻、蘋果、橙、蘭花、茶等。是世界主要小豆蔻出口地之一，年产量约2000吨。

### 林業
森林約占该邦的36%，其中有很多適合造木漿的針葉林。

### 畜牧业
北部山谷地区居民以放养牛和綿羊为主。

### 能源
由于年降雨量豐富，且河流落差大，是以水力资源丰富，共有大小水电站15个。

### 工业及手工业
現有肥皂、皮革、火柴、纺织、水果加工、酿酒等工业。主要的手工業是造紙業、銀器加工、織毯等。

## 交通
交通以公路為主，全邦公路20餘條，總通車里程約1500公里，其中500餘公里為柏油路面。

## 中华人民共和国与锡金地位问题
中华人民共和国政府基於印度對西藏的主權問題及藏南地區問題，过去一直拒绝承认印度对锡金拥有主权，依印度媒体说法，中华人民共和国是世界上最后一个承认锡金属于印度的國家。
2003年，中华人民共和国国务院總理溫家寶與印度總理阿塔尔·比哈里·瓦杰帕伊會面後，中华人民共和国对于锡金地位的态度才开始转變，中华人民共和国承认印度对锡金拥有主权，而印度亦正式承認中华人民共和国對西藏拥有主權。
2005年，中华人民共和国出版的地图上已不再把锡金标示为“主权国家”。

## 外部連結
- 官方网站
- Official website of Sikkim Tourism （页面存档备份，存于）